# Стивенсон, Говард
Говард Стивенсон (англ. Howard H. Stevenson; род. 27 июня 1941 года) — заслуженный профессор Sarofim-Rock Baker Foundation в Гарвардском университете. Журнал «Forbes» назвал его «львом предпринимательства» Гарвардской бизнес-школы в 2011 году. Считается, что Говарду Стивенсону принадлежит определение предпринимательства, как «стремление к возможностям за пределами ресурсов, которыми вы в настоящее время управляете». INC Magazine назвал определение предпринимательства, предложенное профессором Стивенсоном, «лучшим из данных когда-либо».
Говард Стивенсон написал 8 книг и 41 статью. На протяжении своей карьеры в Гарварде он был председателем Harvard Business Publishing, вице-президентом по ресурсам и планированию, а также старшим помощником декана в HBS. Его часто называют самым успешным фандрайзером в истории Гарвардского университета, который сумел собрать свыше 600 миллионов долларов для поддержки инициатив в бизнесе, науке, здравоохранении и студенческой жизни.
Говард Стивенсон — выпускник Стэнфордского университета и Гарвардской школы бизнеса.

## Подарок Говарда
О Говарте Стивенсоне написана книга, автором которой стал его бывший студент и друг, Эрик Синоуэй (англ. Eric Sinoway), под названием «Подарок Говарда: необычная мудрость, чтобы вдохновить вашу жизнь». Она была выпущена издательством St. Martin’s Press 2 октября 2012 года.

## Архивы и документация
- Архивы и документация в Библиотеке Бейкера, Гарвардская школа бизнеса.